# Hvozdná
Hvozdná là một làng thuộc huyện Zlín, vùng Zlínský, Cộng hòa Séc.